# Кыштымский медеэлектролитный завод
АО «Кыштымский медеэлектролитный завод» (АО «КМЭЗ») находится в городе Кыштым Челябинской области. С 2003 года завод входит в группу «Русская медная компания» (РМК)
Одно из старейших предприятий Урала.
Проводит огневое и электролитическое рафинирование черновой меди, переработку медного лома и отходов, содержащих драгоценные металлы. Производит медь и драгоценные металлы (как побочный продукт рафинирования меди).
По состоянию на 2011 год завод способен производить до 120 тысяч тонн медных катодов и 90 тысяч тонн медной катанки в год.

## История

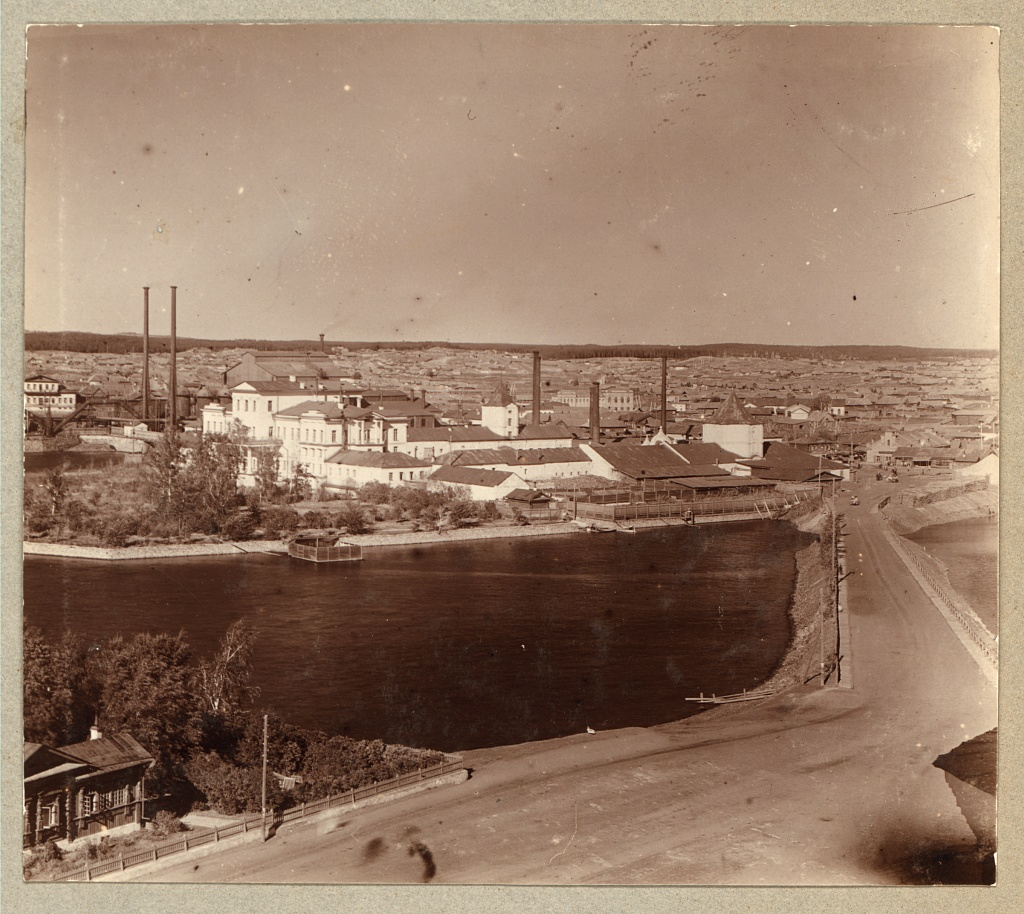
Вид на Кыштымский завод и господский дом. 1905-1915 годы

Завод основан Никитой Демидовым в 1757 году. Завод назывался обыкновенно просто Кыштым, а официально — Нижне-Кыштымским заводом.
21 сентября 1755 года Берг-коллегией был подписан Указ на постройку на реке Кыштым Верхне-Кыштымского чугуноплавительного и, в трех верстах ниже по течению реки, Нижне-Кыштымского железоделательного заводов.
Заводы многие годы выпускал железо с клеймом «Два соболя», которым, в том числе, покрывали крыши домов Лондона и других европейских столиц, а в 1873 году на Всемирной выставке в Вене эксперты отнесли Кыштымские Горные заводы к лучшим заводам Урала и России, производящим железо самого высокого качества.
В 1891 г. на обоих этих заводах было 2500 рабочих, 9 водяных, и 1 паровой двигатель.
В начале XX века завод был перепрофилирован. Американцы и англичане создают акционерное общество «Общество Кыштымских заводов», одним из учредителей и директором которого был Лесли Уркварт, скупивший акции наследников купца Л. И. Расторгуева.
Герберт Гувер, будущий президент США, создавший вместе с несколькими партнёрами компанию Zinc Corporation (после нескольких слияний вошла в состав Rio Tinto), с 1908 года работал на Кыштымском медеплавильном заводе горным инженером. Он создал акционерное общество Кыштымских горных заводов, скупив предприятия у наследников местного южноуральского купца-олигарха Расторгуева. В кыштымском музее до сих пор хранится книга «отчетов», где существует запись о том, что Гуверу принадлежала часть акций предприятия. В 1908 году завод первым в России приступил к электролитическому рафинированию меди.
Лесли Уркварт был владельцем завода вплоть до революции 1917-го года. На его письмо о предоставлении концессии Ленин ответил отказом, и завод был национализирован.
С 1970 по 1975 год он входит в состав Карабашского медеплавильного комбината. В 1975 году путём объединения Кыштымского, Пышминского медеэлектролитных заводов и обогатительной фабрики был организован комбинат «Уралэлектромедь», в состав которого тогда входил КМЭЗ.
В 1992 году завод преобразован в АОЗТ с контрольным пакетом акций в руках трудового коллектива.

## Настоящее время
С 2003 года завод входит в группу «Русская медная компания» (РМК)
В 2005 году на КМЭЗ была проведена реконструкция второй анодной печи и построен новый цех электролиза, что позволило увеличить мощность предприятия с 80-ти до 120 тысяч тонн медных катодов в год. Цех построен по проекту финской компании Outotec. Таким образом, производство рафинированной меди на предприятии было увеличено в 1,5 раза.
В 2007 году завершен монтаж линии катанки SCR 2000, таким образом, производство катанки увеличено с 20 до 100 тыс. тонн медной катанки в год.

Продукция завода: медь катодная, катанка медная, золото аффинированное, серебро аффинированное.